# إشتفان مولر
إشتفان مولر (بالمجرية: Müller István)‏ هو دراج مجري، ولد في 3 يونيو 1883 في بودابست في المجر، وتوفي في القرن العشرين.

## وصلات خارجية
- إشتفان مولر على موقع إحصائيات الدراجات الإحترافية (الإنجليزية)
- إشتفان مولر على موقع أوليمبيديا (الإنجليزية)